# Terminátor – Sarah Connor krónikái
A Terminátor – Sarah Connor krónikái (eredeti cím: Terminator: The Sarah Connor Chronicles) egy, a Terminátor-filmek világában játszódó, amerikai televíziós sorozat, amely 2008. január 13-án 18 millió főt meghaladó nézettséggel debütált.
A bevezető epizód forgatását 2006. november 27-én kezdték meg és 2007. január 24-étől tartottak kiegészítő forgatást. Ezt az epizódot David Nutter rendezte, aki egyebek mellett olyan sorozatoknak adta meg a sikeres kezdés lehetőségét, mint az Odaát vagy a Smallville. Ezek után a munkálatokat felfüggesztették, várva, hogy a FOX-nál döntsenek a sorozat megrendelése mellett.
A FOXtól később megszületett a döntés, és 2007 májusában nyilvánosságra hozták, hogy megrendelik a sorozatot a 2007/2008-as szezonra. A stáb ekkor előkészítette az első 13 rész forgatását, de a 2007 novemberében kezdődő írósztrájk miatt csak 9 epizód készülhetett el. A sorozat 2008. január 13-án debütált az Egyesült államokban, a FOX televíziócsatornán.
Magyarországon az RTL Klub tűzte műsorára 2009. február 3-ától, de a negyedik epizód után az egyre csökkenő nézettségre hivatkozva levette műsoráról.
A FOX elnöke, Kevin Reilly kijelentette, hogy nem lesz harmadik évad. Több rajongói csoport alakult a sorozat megmentése céljából. Említésre méltó egy mozgó óriásplakát-kampány „Mentsük meg a sorozatot” felirattal.

## Cselekmény
A Sarah Connor krónikái elénk tárja, hogy mi történik azután, hogy Sarah Connor felhagy a meneküléssel, és támadásba lendül az egyre csak fejlődő technológiájú ellenség, Skynet ellen, aminek célja, hogy elpusztítsa őt, fiát és majdan az egész világot. Sarah fia, a 15 éves John Connor tudja, hogy a jövőben talán ő lesz az emberiség megmentője, de még nem áll rá készen, hogy a vállára vegye a sorsával járó felelősséget.
Új középiskolájában John figyelmét felkelti a titokzatos Cameron. Hamar kiderül, hogy a lány később nem csak a bizalmasa lesz, hanem Sarah és John rettenthetetlen védelmezőjévé válik.
Nem csupán a jövőből leselkedik rájuk veszély, mivel egy intelligens és kemény FBI-ügynök, James Ellison is a nyomukban van, hogy felelősségre vonja őket a Cyberdyne Systems felrobbantásáért.

## Szereplők
Több, a Terminátor-filmekben megismert szereplő is feltűnik a sorozatban, akiket azonban nem a filmekből ismert színészek alakítanak. Lena Headey váltotta Linda Hamiltont Sarah Connor szerepében, Thomas Dekker pedig a korábban Edward Furlong és Nick Stahl által megformált fiatal John Connorként tűnik fel. Sarah és John védelmezőjének szerepében Summer Glaut láthatjuk.
Epizódszerepekben feltűnik még dr. Peter Silberman és Enrique Salceda, Sarah pszichiátere, illetve feketepiaci kapcsolata, valamint első védelmezője, Kyle Reese is.
| Szereplő             | Évad | Színész                    | Magyar hang                                    |
| -------------------- | ---- | -------------------------- | ---------------------------------------------- |
| Sarah Connor         | 1–2. | Lena Headey                | Ruttkay Laura                                  |
| John Connor          | 1–2. | Thomas Dekker              | Pálmai Szabolcs                                |
| Cameron Phillips     | 1–2. | Summer Glau                | Vadász Bea                                     |
| James Ellison ügynök | 1–2. | Richard T. Jones           | Szatmári Attila                                |
| Cromartie            | 1–2. | Owain Yeoman (próbaepizód) |                                                |
| Cromartie            | 1–2. | Garret Dillahunt           |                                                |
| Derek Reese          | 1–2. | Brian Austin Green         | Bordás János (1. évad) Megyeri János (2. évad) |
| Charley Dixon        | 1–2. | Dean Winters               |                                                |
| Catherine Weaver     | 2.   | Shirley Manson             | Major Melinda                                  |
| Riley Dawson         | 2.   | Leven Rambin               |                                                |
| Jesse Flores         | 2.   | Stephanie Jacobsen         | Haffner Anikó                                  |

### Cromartie
Cromartie a negyedik Terminátor, akit a Skynet küld vissza az időben, hogy megölje az akkor még kamasz John Connort, az Ellenállás későbbi vezetőjét. Cromartie Johnra egy iskolában talál rá, ahol a T-800-as beszivárgó egység magát leleplezve üldözni kezdi Johnt. A fiú életét egy másik Terminator, Cameron Phillips menti meg, aki nem felnőttnek, hanem kamaszlánynak van álcázva.
A cselekmény folyamán, mikor a Connor család és Cameron beindítják az időgépet, Sarah Connor egy plazmafegyverrel lövi meg Cromartiet. 10 év múlva kerül elő a Terminator feje a bank roncsai alól, és lesz újból működőképes. Gyorsan egyesül a szinte teljesen ép testtel. Tudásbázisa lehetővé teszi, hogy egy tudós segítségével új szintetikus borítást "növesszen", egy plasztikai sebész segítségével pedig formára szabassa azt. Később persze mind a két tanút semlegesíti.
Miután Mexikóban sikeresen megbénítják, elássák a testét. Ellison ügynök azonban megtalálja és elviszi megbízójához. Itt megjavítják és újraprogramozzák. Elfelejti, ki is volt valójában. A John Henry nevet kapja, majd Ellison ügynök etikára és emberségességre tanítja.
Cromartie játssza a Terminátor – Sarah Connor krónikái filmsorozat egyik ügyeletes főellenségét.

### Riley Dawson
Riley Johnnal az iskolában ismerkedett meg, majd hamarosan barátok lettek. John minden idejét vele töltötte, anyja, Sarah Connor tiltása ellenére is. Los Angelesben élt a nevelőszüleivel. Cameron nem kedvelte, biztonsági kockázatot, veszélyforrást látott benne. Gyanúja beigazolódott, a lány hibája miatt betörtek Johnék lakásába, és kirabolták őket.
Később John elutazott vele egy rövid kirándulásra Mexikóba, ahol a rendőrség letartóztatta. Cromartie rájuk talált a börtönben, de még időben sikerül megszökniük.
A Strange Things Happen At The One Two Point című epizódban találkozott Jessevel egy ruhaboltban, ahol kiderült, hogy tisztában van John igazi személyével és szerepével. Tudott az Ítéletnapról is, mely a jövőben fog bekövetkezni. Feladata Johnt a helyes úton tartani, mielőtt teljesen Cameron hatása alá kerül. Ő is a jövőből érkezett, Jesse választotta ki John számára.
Riley nehezen viselte szerepét, ezért öngyilkosságot kísérelt meg. Felvágta az ereit Johnék házának fürdőszobájában. Még időben kórházba került, de emiatt megromlott a kapcsolata Jessevel. Jesse új terve az lett, hogy ezt a balesetet kihasználva szembefordítsa Johnt anyjával és a védelmezőjével. Ha Cameron rájön, hogy Riley veszélyt jelent számukra, meg fogja ölni. Így John majd csalódik benne, és bizalmatlan lesz. Riley azonban rájött Jesse tervére és kérdőre vonta. Vitájuk elmérgesedett, verekedni kezdtek, majd Jesse egy pisztollyal megölte.

## Koncepció
A Terminátor franchise új tagja Sarah Connor és tinédzser fia, John Connor alakja köré összpontosul. A sorozat bemutatja, hogy mi történik a Terminátor 2-ben látottak után, amikor a Cyberdyne Systems székhelyének felrobbantását követően Sarah és fia már a hatóságok elől is menekülni kényszerülnek, ugyanakkor nem adták fel tervüket, hogy megsemmisítsék az emberiséget fenyegető Skynetet. „A világ súlya nehezedik a vállaira, és közben fel kell nevelnie a fiát, aki egyszer az emberiség felszabadítója lehet.” – nyilatkozta James Middleton producer.
Mario Kassar és Andy Vajna producerek korábban a Terminátor 4. részét készítették elő, majd a Terminátor univerzum jogait eladták a Halcyon Company-nek. Az első új film a Terminator Salvation címet kapta és 2009. május 22-én mutatták be. A Sarah Connor krónikáinak szereplői semmilyen módon sem szerepelnek a filmben, figuráikat más színészek alakítják. Andy Vajna és James Middleton producerek korábban úgy nyilatkoztak, hogy a sorozatnak lesznek kapcsolódási pontjai az esetleges jövőbeli, új filmtrilógiával, de a sorozat és a film alkotói között végül semmilyen formában sem történt együttműködés.

## Epizódok
| Évad | Rész # |  | Első vetítés                                 | Utolsó vetítés                              |
| ---- | ------ |  | -------------------------------------------- | ------------------------------------------- |
| 1.   | 9      |  | 2008. január 13.                             | 2008. március 3.                            |
| 1.   | 9      |  | RTL Klub 2009. február 3.- 2009. február 24. | Cool TV 2010. január 23.- 2010. február 22. |
| 2.   | 22     |  | 2008. szeptember 8.                          | 2009 április 10.                            |

A sorozat első évada 2008. január 13-án debütált az amerikai FOX televíziócsatornán, majd a "kétnapos premier" keretében másnap folytatódott a második epizóddal. Ezt követően az egyes részek hétfőn 21 órakor kerültek adásba. A 2007-ben kezdődő írósztrájk miatt az eredetileg tervezett 13 epizód helyett 9 rész készült el. Az első évad fináléját március 3-án mutatták be.
2008 áprilisában megerősítést nyert, hogy a sorozat az év őszén visszatér a második évaddal. A 13 részes megrendelést az évad folyamán, 2008 októberében 22 részre egészítették ki. Az egyes epizódok 2008. szeptember 8-ától, új időpontban kerültek vetítésre, hogy elkerüljék a versenyt az NBC Hősök című sorozatával.